# 白貓黑貓
《白貓黑貓》（White Cat Black Cat）是香港漫畫家馬星原和作家方舒眉联合創作的一系列儿童漫画作品，第一本書為《白貓黑貓Q&A》，出版於2004年。至今已有800多本作品，大多數是合訂本。

## 作者簡介
漫畫家馬星原和《白貓黑貓》出版人兼總編輯方舒眉既是夫婦，又是世紀文化的合作夥伴。他們於2004年，以家中兩隻愛貓創作了白貓「Q小子」和黑貓「A博士」作《白貓黑貓》的主角，並推出各種題材的作品。他們希望以自己的童心，繪畫適合兒童閱讀的書刊，將知識和快樂帶給小朋友。2017年兩位合作出版《趣味學古文》，深入淺出介紹中國古文經典篇章，此書榮獲首屆《香港出版雙年獎》；2019年《飛越苦難》獲第二屆出版雙年獎；2021年，《趣味學世界文學》獲得第三屆香港出版雙年獎「兒童及青少年類」出版獎。

## 作品特色
《白貓黑貓》主要以漫畫形式呈現笑話和改編著名電影及文學作品，亦有部分是原創的小說散文及漫畫故事。著名作品有《六格爆笑彈》、《數碼西遊》、《白貓黑貓月刊》、《傻貓神探》、《名著劇場》等。其主要對象讀者為兒童，內容圍繞夢想、歷險、勤奮、盡責等，除了讓讀者享受閱讀過程、激發創意思維，更重要是培養他們品德情意，透過書籍為讀者帶來正面教育亦是兩位老師的創作目的。

## 作品

白貓黑貓的各系列書刊

### 漫畫系列
- 《白貓黑貓月刊》（2004年-2020年）[4]
- 《六格爆笑彈》（2007年-2016(?)年）
- 《Q版大電影》[註 1]（2009年）
- 《數碼西遊》[註 2]（由2018年起《數碼西遊》修訂再版發行，是為「加強版」）（2006年-2012年；加強版：2018-）
- 《超貓特攻隊》[註 3]（2013年）
- 《異界封神》（《數碼西遊》系列的續集，第二部曲）（2012年）
- 《星際行者》（《數碼西遊》系列的續集，第三部曲）（2013年）
- 《Q小子笑話大全》[5]
- 《爆笑西遊》
- 《腦筋大激活》（2016年）

### 益智科普漫畫系列
- 《歷史大冒險》（首版2008年、第二版2019年，修訂版改為新雅文化事業有限公司出版）[6]
- 《看天下系列》（2008年）[7][8]
- 《名人故事》
- 《動腦筋》
- 《AQ神探》（2006年）[9]
- 《成語》
- 《奇趣通識100》(2011年-2012年）[10]

#### 智fun系列
- 《腦筋作戰系列》（2011年-2015年）
- 《生活筆記系列》（2011年-2015年）[11]
- 《英語西遊》（2013年）[12]
- 《通通識系列》（2012年-2014年）[13]
- 《趣學通識系列》（2016年）[14]
- 《成語系列》（2012年-2014年）
- 《從塗鴉到藝術的繪畫錦囊》（2018年）
- 《藍地球系列》（2017年-2018年）[15]
- 《Q小子勇戰數學大魔王》（2016年）[16]
- 《校園小偵探系列》（2014年-2015年）[17]
- 《花好月圓格格笑》（2013年）[18]
- 《朱古力本尊の秘密》（2013年）[19]
- 《快樂特派員》（2012年）[20]

### 小說散文系列
- 《傻貓神探》（2008年）
- 《經典世界名著劇場》
- 《八王子傳奇》[註 4]

## 作品角色

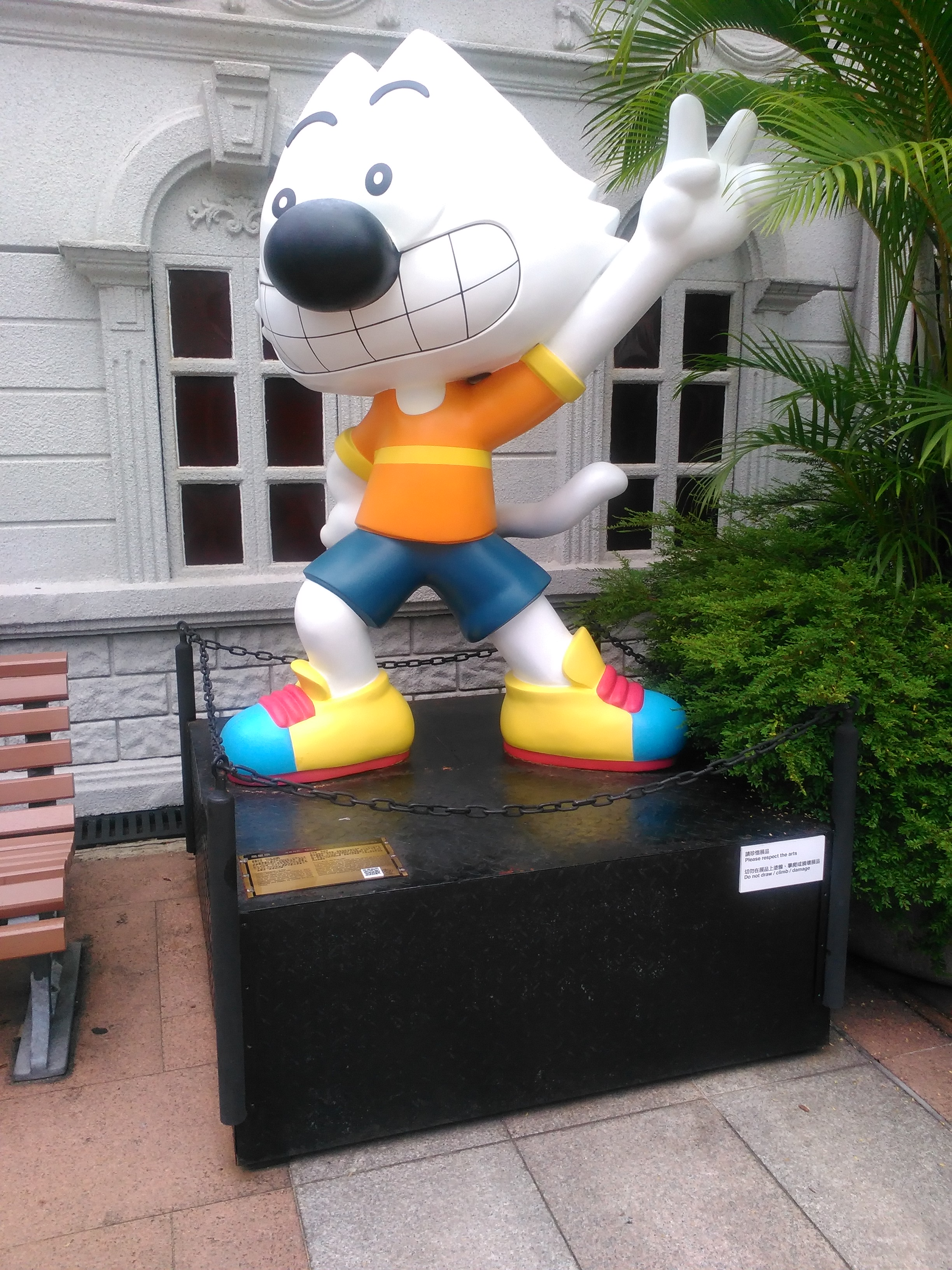
Q小子的塑像 - 香港漫畫星光大道

《白貓黑貓》內的角色大多數為動物。
以下人物綠色字=正面，紅色字=反派，黑色字=其他。
| 角色       | 生日     | 愛好                           | 特長                                   | 年齡 | 説明 |
| ---------- | -------- | ------------------------------ | -------------------------------------- | ---- | --- |
| Q小子      | 1月1日   | 電影，唱歌，釣魚，足球，睡覺等 | 演電影，睡覺等                         | 10   | 充滿好奇心,凡事會尋根究底。然而更多的時候是不懂裝懂，雖然經常製造笑，實是小事糊塗，大事精明的傢伙。他熱愛冒險，喜歡挑戰各種新事物。他也樂於幫助他人，看到需要幫助的人，總會挺身而出。                                   |
| A博士      | 1月23日  | 閱讀，釣魚，旅遊等             | 愛之拳                                 | 38   | 黑貓A博士是Q小子和朱古力的叔叔，喜歡穿博士袍以示知識廣博。上至天文，下至地理無所不知的飽學之士，卻猜不透Q小子的鬼主意。他愛做各種發明和實驗，雖然偶有偉大發明如能穿越時間的時光網絡，但經常發明出微妙的奇怪物件。       |
| 朱古力     | 10月10日 | 吃東西                         | 吃東西                                 | 8    | Q小子的弟弟，是貪吃、愛睡的小肥貓。他不僅是《白貓黑貓》的重要角色，其原型還是方老師和馬老師的心愛貓咪。在好奇心爆棚的哥哥Q小子和知識淵博的A博士的熏陶丮朱古力也逐漸成為一個聰明又機靈的小幫手，經常在關鍵時刻出奇制勝。 |
| 小咪       | 7月21日  | 打扮，閱讀，烹飪等             | 多才多藝，除了烹飪有十分大的進步空間。 | 10   | 是個女孩，溫柔體貼，待人親切，Q小子的好友兼心上人。在《小咪的生活筆記》這本書裡介紹了她有趣的日常生活，還有擔任Q版大電影主角“花咪蘭”的故事。                                                                            |
| 小可愛     | 3月30日  | 烹飪，家務，小咪               | 熱情飛吻                               |      | A博士所發明的机械人，主要作用為日常料理家務，同時經常成為A博士的研究對象。 |
| 小D        | 6月1日   | 足球，跑步，電腦遊戲，捉弄人等 | 衝力射球                               | 10   | 是隻狗，Q小子的同學、好友，性格好動。 |
| 小巴魯     |          |                                |                                        |      | 來自巴魯星的外星人，以光合作用维生。在漫畫內主要擔當路人甲的角色，但不時會成為主要角色。 |
| 狐狸先生   | 2月29日  |                                |                                        | 43   | 性格狡猾聰明，騙人的技倆更是層出無窮，而且把自己發明的天份錯誤地用在不正當的事情上。 |
| 馬老師     | 8月29日  | 閱讀，教育等                   |                                        | 36   | 誨人不倦，嚴肅認真的好老師，喜歡閱讀和教學，除了正常課堂還兼任美術老師，最快樂是看見孩子健康成長，Q小子的班主任。影射馬星原。                                                                                           |
| 龜太郎     | 5月28日  |                                | 數學，編程等                           | 10   | Q小子的同學、好友，性格沉默寡言，樂於助人，而且勤力聰明。他的功課很好，是蘋果班的數學天才，擅長編寫電腦程式。 |
| 河馬先生   | 11月27日 |                                |                                        | 45   | 一個大叔。漫畫內經常以嗜酒形象示人。 |
| 豬小弟     | 5月3日   | 吃東西                         |                                        | 8    | 朱古力的同學、好友，非常喜歡吃東西。 |
| 野豬       | 1月20日  |                                |                                        | 43   | 漫畫內經常以狡猾兇猛的形象示人，孔武有力，頭腦靈活。偶爾與狐狸先生為一伙作惡。 |
| 大象先生   | 10月9日  |                                |                                        | 40   | 漫畫內經常以商人形象示人。 |
| 山羊伯伯   | 4月29日  |                                |                                        | 68   | 一位老人家。 |
| 長頸鹿先生 | 8月27日  |                                |                                        | 30   | 長得很高。 |
| 咖哩       | 6月29日  |                                |                                        | 10   | 來自印度的貓，包著頭巾。 |
| 兔寶寶     | 9月9日   | 攝影，跳舞，烹飪等。           | 靈敏的聽覺，有助接收資訊！             | 10   | 小咪的閨蜜，溫柔善良。 |
| Q爸        | 8月12日  | 考察古蹟                       |                                        | 42   | Q小子和朱古力的父親，風趣幽默，喜歡考察世界各地的歷史古跡。 |
| Q媽        | 12月11日 | 看兒子Q小子主演的電影。        |                                        | 35   | Q小子和朱古力的母親，樂觀開朗，喜歡看兒子Q小子主演的電影。 |
| 狸貓小子   | 3月16日  | 茶道                           | 茶道                                   | 8    | 茶技十分好，在日本和Q小子哥弟倆認識。 |

| 種類     | 數量 |
| -------- | ---- |
| 正面角色 | 18   |
| 反派角色 | 2    |
| 其他     | 1    |
| 總數     | 21   |

## 獎項
- 香港閱讀城「十本好讀」：[24]
  - 第一名：《校園小偵探2之時空交錯的匿名信》
  - 第二名：《Q小子生活筆記》
  - 第三名：《六格爆笑彈》vol.42「Q版創戰紀」[25]
  - 第四名：《傻貓神探之逆天行動》
  - 第五名：《傻貓神探之恐龍謎蹤》
  - 第八名：《趣味學中國歷史》
  - 入圍作品：《Q小子生活筆記》、《美麗的節日傳說》、《傻貓神探之瑪雅戰士》、《傻貓神探之智擒吸血鬼》

- 「香港書獎」：[1]
  - 第八名：《趣味學中國歷史》
  - 入圍作品：《音樂100》

## 外部連結
- （繁體中文）白貓黑貓網站主頁 （页面存档备份，存于）
- （繁體中文）白貓黑貓Facebook主頁
- （繁體中文）香港公共圖書館搜尋頁 （页面存档备份，存于）
- （英文） Ho, Andrew. "Cover story" ( （页面存档备份，存于）). Junior Standard (student-oriented version of The Standard). 24 January 2011. P02.